# Багадо
Багадо (исп. Bagadó) — город и муниципалитет на западе Колумбии, на территории департамента Чоко. Входит в состав субрегиона Атрато.

## История
Поселение, из которого позднее вырос город, было основано в 1578 году. Муниципалитет Багадо был выделен в отдельную административную единицу в 1909 году.

## Географическое положение

Муниципалитет Багадо

Город расположен на востоке центральной части департамента, на левом берегу реки Андагеда, к западу от горного хребта Западная Кордильера, на расстоянии приблизительно 39 километров к юго-востоку от города Кибдо, административного центра департамента. Абсолютная высота — 109 метров над уровнем моря.
Муниципалитет Багадо граничит на северо-западе с территорией муниципалитета Эль-Кармен-де-Атрато, на западе — с муниципалитетом Льоро, на юго-западе — с муниципалитетом Сертеги, на юге — с муниципалитетом Тадо, на юго-востоке — с территорией департамента Рисаральда, на северо-востоке — с территорией департамента Антьокия. Площадь муниципалитета составляет 777 км².

## Население
По данным Национального административного департамента статистики Колумбии, совокупная численность населения города и муниципалитета в 2015 году составляла 8064 человека.
Динамика численности населения муниципалитета по годам:
| 2005 | 2006 | 2007 | 2008 | 2009 | 2010 | 2011 | 2012 | 2013 | 2014 | 2015 |
| ---- | ---- | ---- | ---- | ---- | ---- | ---- | ---- | ---- | ---- | ---- |
| 8454 | 8399 | 8369 | 8327 | 8291 | 8249 | 8219 | 8178 | 8146 | 8103 | 8064 |

Согласно данным переписи 2005 года мужчины составляли 49,9 % от населения Багадо, женщины — соответственно 50,1 %. В расовом отношении индейцы составляли 47,7 % от населения города; негры, мулаты и райсальцы — 43,1 %; белые и метисы — 9,2 %.
Уровень грамотности среди всего населения составлял 56,5 %.